# Championnat du Chili de football 1952
Navigation
Saison précédente Saison suivante
La saison 1952 du Championnat du Chili de football est la vingtième édition du championnat de première division au Chili. Les douze meilleures équipes du pays sont regroupées au sein d'une poule unique, où elles s'affrontent trois fois, durant la saison; à l'issue du championnat, deux clubs sont promus de la toute nouvelle Segunda División, la deuxième division chilienne.
C'est le CD Everton de Viña del Mar qui remporte la compétition, après avoir terminé en tête du classement final, avec trois points d'avance sur Colo Colo et douze sur le duo Ferrobádminton-Audax Italiano. C'est le deuxième titre de champion du Chili de l'histoire du club après celui remporté en 1950.

## Les clubs participants
| - Deportes Magallanes - Colo Colo - Ferrobádminton - CF Universidad de Chile - Unión Española - Santiago Wanderers | - Club Deportivo Social y Cultural Iberia - CD Universidad Católica - Audax Italiano - CD Santiago Morning - CD Green Cross - CD Everton de Viña del Mar |

## Compétition
Le barème utilisé pour établir le classement est le suivant :
- Victoire : 2 points
- Match nul : 1 point
- Défaite : 0 point

### Classement
| Rang | Équipe                                  | Pts | J  | G  | N  | P  | Bp | Bc | Diff |
| ---- | --------------------------------------- | --- | -- | -- | -- | -- | -- | -- | ---- |
| 1    | CD Everton de Viña del Mar              | 48  | 33 | 22 | 4  | 7  | 78 | 48 | +30  |
| 2    | Colo Colo                               | 45  | 33 | 17 | 11 | 5  | 68 | 45 | +23  |
| 3    | Ferrobádminton                          | 36  | 33 | 14 | 8  | 11 | 65 | 55 | +10  |
| 4    | Audax Italiano                          | 36  | 33 | 13 | 10 | 10 | 59 | 52 | +7   |
| 5    | Unión Española T                        | 35  | 33 | 12 | 11 | 10 | 68 | 59 | +9   |
| 6    | CD Santiago Morning                     | 33  | 33 | 14 | 5  | 14 | 64 | 65 | -1   |
| 7    | Deportes Magallanes                     | 33  | 33 | 13 | 7  | 13 | 63 | 71 | -8   |
| 8    | CD Universidad Católica                 | 29  | 33 | 10 | 9  | 14 | 59 | 64 | -5   |
| 9    | CF Universidad de Chile                 | 29  | 33 | 11 | 7  | 15 | 51 | 65 | -14  |
| 10   | Santiago Wanderers                      | 27  | 33 | 9  | 9  | 15 | 61 | 62 | -1   |
| 11   | Club Deportivo Social y Cultural Iberia | 23  | 33 | 8  | 7  | 18 | 70 | 89 | -19  |
| 12   | CD Green Cross                          | 22  | 33 | 7  | 8  | 18 | 57 | 88 | -31  |

|  | Champion du Chili 1952 |
|  | T : Tenant du titre    |

## Bilan de la saison
| Championnat du Chili de football 1952 |                                       |
| Champion                              | CD Everton de Viña del Mar (2e titre) |
| Promotions et relégations             |                                       |
| Promus en Primera División            | CSD Rangers                           |
| Promus en Primera División            | Club Deportivo Palestino              |
| Relégués en Segunda División          | Aucun                                 |